# 28 дана касније
28 дана касније (енгл. 28 Days Later) је британски постапокалиптични хорор филм из 2002. који је режирао Дени Бојл, према сценарију који је написао Алекс Гарланд. Главну улогу у филму тумачи Килијан Марфи као бициклиста који се буди из коме и открива да је случајно пуштање веома заразног вируса који изазива агресију довело до колапса друштва. Наоми Харис, Кристофер Еклстон, Меган Бернс и Брендан Глисон појављују се у споредним улогама.
Гарланд је инспирацију за сценарио пронашао у филмском серијалу Ноћ живих мртваца Џорџа Ромера и роману Дан Трифида Џона Виндама из 1951. године. Филм је сниман на више локација широм Уједињеног Краљевства током 2001. године. Филмска екипа је снимала у кратким интервалима рано ујутру и привремено затварала улице како би ухватила препознатљива и иначе прометна подручја у тренуцима када су била празна. Џон Марфи је компоновао оригиналну музику за филм, а у филму се појављују и инструменталне нумере Брајана Ина, бенда Godspeed You! Black Emperor и других извођача.
Филм је премијерно приказан 1. новембра 2002. и постигао је велики критички и комерцијални успех. Са зарадом већом од 84 милиона долара широм света, уз скроман буџет од 8 милиона, постао је један од најпрофитабилнијих хорор филмова те године. Критичари су похвалили Бојлову режију, глуму, Гарландов сценарио, атмосферу и музику.
Иако га Бојл није сматрао зомби филмом, 28 дана касније се често наводи као остварење које је оживело жанр зомби хорора и утицало на његов препород десетак година касније, захваљујући приказу заражених који трче и фокусу на карактерну драму. Од свог изласка, филм се нашао на бројним листама најбољих филмова и задржао је култни статус, посебно током пандемије ковида 19 током 2020-их. Филм прате наставци 28 недеља касније (2007), 28 година касније (2025) и 28 година касније: Храм костију (2026).

## Радња
Група активиста за права животиња инфилтрира се у лабораторију у Кембриџу у којој се налазе веома агресивне шимпанзе. Једна активисткиња ослобађа шимпанзу, иако је научник упозорава да је заражена веома заразним вирусом који изазива бес. Шимпанза је напада, и она у року од неколико секунди подлеже вирусу. Одмах затим напада остале активисте. Вирус се убрзо шири широм Велике Британије, што доводи до потпуног колапса друштва.
Двадесет осам дана касније, бициклиста и курир Џим, који је имао саобраћајну несрећу и пао у кому пре избијања заразе, буди се у болници Сент Томас у Лондону и затиче је напуштену. Излази из болнице и лута пустим улицама Лондона, проналази новине на којима су насловне стране саопштења о масовној евакуацији, и улази у цркву у којој затиче последице масакра. Појављују се заражени и почињу да га јуре, али га спасавају преживели људи, Селена и Марк, који га воде у своје склониште у једној продавници.
На Џимов захтев, група пешке креће до куће његових родитеља у Дептфорду. Тамо сазнаје да су извршили самоубиство. Када падне мрак, одлучују да преноће у кући. Џим пали свећу, што привлачи заражене који проваљују унутра. Марк бива рањен бранећи групу. Пре него што вирус може да га захвати, Селена га хладнокрвно убија и каже Џиму да је спремна да и њега убије „у делићу секунде” ако буде потребно.
Приметивши импровизовани сигнал са једне зграде, Џим и Селена одлазе тамо, и у једном стану наилазе на таксисту Френка и његову младу ћерку Хану. Френк им показује војни радио-пренос који обећава заштиту и лек против вируса на барикади у близини Манчестера. Френк планира да одведе Хану тамо и њих четворо се договоре да путују заједно.
Када стигну у Манчестер, проналазе барикаду напуштену. Разочаран, Френк шутне високу капију на којој се налази један леш. Кап крви из мртвог тела пада му у око и он се зарази. Док упозорава остале, појављују се скривени војници и убијају га.
Војници воде Џима, Селену и Хану у утврђену вилу којом командује мајор Хенри Вест и дочекују их обиласком и вечером. Међутим, уточиште се испоставља као замка. Вест открива Џиму да је радио-порука послужила као мамац за привлачење преживелих жена у сексуално ропство. Џим и наредник Фарел одбијају да учествују у томе, па Вест наређује да их убију. Два војника убијају Фарела, али затим почињу да се расправљају, што Џим користи да побегне.
Џим на небу види траг млазњака, што му показује да још увек има незаражених људи. Он затим користи сирену да намами Веста из виле, убија једног војника и ослобађа редова Мајлера, који је био заражен и везан ради посматрања, како би заразио и побио преостале војнике. Један од њих, каплар Мичел, покушава да отме Селену, али га Џим убија таквом жестином да се она на тренутак уплаши да је и он заражен — пре него што га пољуби, растерећена. Џим, Селена и Хана покушавају да побегну у Френковом таксију, али Вест, који се сакрио на задњем седишту, пуца Џиму у стомак. Хана узвраћа тако што убацује у рикверц и омогућава зараженом Мајлеру да повуче Веста кроз задњи прозор и убије га, а затим одлази са Џимом и Селеном.
Двадесет осам дана након тога, Џим се опоравља у удаљеној колиби у Камбрији, где се приказују заражени како леже на путевима и умиру од глади. Како изнад њих пролази млазни авион Хокер хантер, Џим, Селена и Хана развијају велики платнени транспарент са натписом „ЗДРАВО”. Троје преживелих машу авиону, а пилот их примећује.

## Улоге
| Глумац            | Улога            |
| ----------------- | ---------------- |
| Килијан Марфи     | Џим              |
| Наоми Харис       | Селена           |
| Брендан Глисон    | Френк            |
| Меган Бернс       | Хана             |
| Кристофер Еклстон | мајор Хенри Вест |
| Ноа Хантли        | Марк             |
| Стјуарт Маквори   | наредник Фарел   |
| Ричи Харнет       | каплар Мичел     |
| Лео Бил           | редов Џоунс      |
| Лук Мабли         | редов Клифтон    |
| Џуниор Ланијан    | редов Бел        |
| Реј Пантаки       | редов Бедфорд    |
| Санџеј Рамбарут   | редов Дејвис     |
| Марвин Кембел     | редов Мајлер     |

## Пријем
Филм је доживео велик успех у Енглеској где се неколико недеља налазио на листи најкомерцијалнијих филмова. Укупна зарада од филма износила је 82.719.885 долара. И критика је добро примила филм. Критичари истичу режију Денија Бојла, „мудро коришћење камере која ствара тензију”, „оригиналну монтажу звука”, добро одабрану музику и добру глуму која омогућава идентификацију са ликовима.